# U2.COMmunication
U2.COMmunication é um álbum ao vivo da banda de rock irlandesa U2 e lançado exclusivamente aos membros do site oficial do grupo, U2.com. O álbum apresenta perforances de dois concertos diferentes da Vertigo Tour; um concerto em Chicago, filmado para o filme-concerto Vertigo 2005: Live from Chicago, e um concerto em Milão, filmado para o filme-concerto Vertigo 05: Live from Milan que foi lançado em cópias da edição Deluxe do greatest hits de 2006, U218 Singles. O título do álbum foi uma trocadilho com o próprio nome do site, "U2.COM".
Um dos destaques foi a performance emocionante da canção "Miss Sarajevo", dedicado às vítimas aos atentados de Londres, em 2005. Bono canta como Luciano Pavarotti, em ária, na execução da canção, durante o trecho e que o cantor italiano canta. 
O álbum também veio com bônus em CD com papel de parede, descanso de tela, e a performance do vídeo de "Vertigo" em Milão. Em 20 de novembro de 2006, o álbum foi suspenso do site, para dar continuidade ao álbum Zoo TV Live.

## Lista de faixas
Todas as canções escritas por U2, exceto "Miss Sarajevo", sendo escrita por U2 e Brian Eno. 
1. "City of Blinding Lights" (Maio de 2005, Live from Chicago, Illinois) – 6:41
2. "Vertigo"/"Stories for Boys" (snippet) (Maio de 2005, Live from Chicago, Illinois) – 4:44
3. "Elevation" (Maio de 2005, Live from Chicago, Illinois) – 4:36
4. "I Still Haven't Found What I'm Looking For" (Julho de 2005, Live from Milan) – 4:06
5. "Miracle Drug (Maio de 2005, Live from Chicago, Illinois) – 4:13
6. "Miss Sarajevo" (Julho de 2005, Live from Milan) – 5:16
7. "The Fly" (Maio de 2005, Live from Chicago, Illinois) – 5:27
8. "With or Without You" (Julho de 2005, Live from Milan) – 6:22

## Equipe e colaboradores
- Bono – vocal
- The Edge – guitarra, teclado, vocal
- Adam Clayton – baixo, teclado
- Larry Mullen Jr. – bateria, vocal